# 팔롬베현

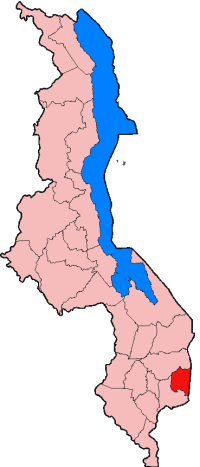
팔롬베 현

팔롬베현(Phalombe District)는 말라위 남부 주에 위치한 현으로, 현도는 팔롬베이며 면적은 1,394km2, 인구는 231,990명이다. 좀바 현, 물란제 현과 인접해 있으며 모잠비크와 국경을 맞대고 있다.